# Don’t Be That Way
Don’t Be That Way ist eine Jazz-Komposition von Benny Goodman und Edgar Sampson aus dem Jahr 1938. Das Stück wurde vor allem durch das legendäre Konzert in der Carnegie Hall 1938 zu einem Klassiker der Swing-Ära. Es war auch einer der erfolgreichsten Titel im Repertoire des Benny Goodman-Orchesters und wurde zu einem viel gespielten Jazzstandard.

## Musikalische Form
Die aus 32 Takten bestehende Melodie des Songs ist in der Liedform A-A-B-A geschrieben; der Song wird in moderatem Tempo interpretiert.

## Entstehungsgeschichte
Als Benny Goodman 1934 seine Big Band formierte, holte er sich eine Reihe von talentierten Arrangeuren hinzu, zunächst Dean Kinkade und Lyle „Spud“ Murphy; ab 1935 verwendete er die Arrangements der Brüder Fletcher und Horace Henderson sowie von Edgar Sampson, der für den Bandleader Chick Webb arbeitete. Im Jahr 1936 verkaufte dieser Benny Goodman zwei seiner Kompositionen, Stompin’ at the Savoy und If Dreams Come True. Goodmans Version von Stompin’ kam ebenso wie die von Chick Webb in die Hitparaden.
Edgar Sampson hatte 1934 seine Komposition Don’t Be That Way arrangiert, die Webbs Orchester 1934 einspielte. Am 16. Januar 1938 trat das Goodman-Orchester bei seinem legendären Konzert in der New Yorker Carnegie Hall auf; Goodman eröffnete den Abend – in Verehrung für Chick Webb und Edgar Sampson – mit Don’t Be That Way. Einen Monat später spielte er den Titel für RCA Victor, die Ende des Jahres ein Nummer-1-Hit in den Vereinigten Staaten wurde.
Einige Jahre später wurde Sampson gefragt, welche der beiden Versionen von Don’t Be That Way er bevorzuge; er antwortete: „In musikalischer Hinsicht ziehe ich Chicks Version vor. Finanziell bevorzuge ich Bennys!“

## Weitere Aufnahmen
Die Vokalistin Mildred Bailey nahm bald darauf eine Vokalversion der Nummer auf, zu der Mitchell Parish einen Text geschrieben hatte. Der Song beginnt mit dem Ausruf:
Don’t Cry, oh honey please don’t be that way,
und beschreibt dann die „Tränen, die wie ein verregneter Tag“ seien, aber hoffentlich werden sich die Dinge zum Besseren wenden, denn:
tomorrow is another day.
Der Titel wurde bald zu einem beliebten Jazzstandard; 1944 nahm ihn Roy Eldridge zusammen mit Goodman und Harry James auf (Little Jazz Giant). Es folgten Aufnahmen von Lionel Hampton (1938), bei der Edgar Sampson Baritonsaxophon spielte; weitere Mitwirkende waren Johnny Hodges und Cootie Williams, ferner von Teddy Wilson (1944) mit Emmett Berry und Edmond Hall, in den 1950er Jahren von Oscar Peterson, Louis Armstrong und Ella Fitzgerald (Ella & Louis Again) und Anita O’Day mit Larry Bunker.
Aus jüngerer Zeit stammen Aufnahmen von Gene Harris, John Pizzarelli, Silvia Droste, Peter Herbolzheimer, Toots Thielemans und der Terry Gibbs Dream Band.